# Fluktuations-Dissipations-Theorem
Das Fluktuations-Dissipations-Theorem stellt in der statistischen Physik den Zusammenhang zwischen spontanen Schwankungen eines Systems im Gleichgewicht und der Reaktion des Systems auf externe Störungen her. Es handelt sich um eines der grundlegendsten und schwierigsten Ergebnisse der Quantenstatistik. 
Das Theorem leitet sich im Rahmen der sogenannten „linear response“-Theorie quantitativ-rigoros aus dem statistischen Operator des Systems ab, zum Beispiel mit Hilfe der sogenannten LSZ-Reduktion oder der damit zusammenhängenden Källén-Lehmann-Darstellung.

## Übersicht
Inhaltlich besagt das Theorem, dass die Reaktion eines Systems im thermischen Gleichgewicht auf eine kleine äußere Störung die gleiche ist wie seine Reaktion auf spontane Fluktuationen und dass speziell der sogenannte „dissipative Anteil“ dieser Reaktion (d. h. der „Reibungsanteil“) direkt zu den Fluktuationen proportional ist.

Dies kann genutzt werden, um eine explizite Beziehung zwischen Molekulardynamik im thermischen Gleichgewicht und der makroskopischen Reaktion auf kleine zeitabhängige Störungen herzustellen, die in dynamischen Messungen beobachtet werden können. Dadurch erlaubt das Fluktuations-Dissipations-Theorem, mikroskopische Modelle der Gleichgewichts-Statistik zu benutzen, um quantitative Vorhersagen über Materialeigenschaften zu machen, auch wenn diese Abweichungen vom Gleichgewicht beschreiben. 
Dissipativer und reaktiver Anteil der Reaktionsfunktion (gerader und ungerader Anteil im Frequenzspektrum) sind über sogenannte Kramers-Kronig-Beziehungen miteinander verknüpft.
In seiner ursprünglichen Form besagt das Fluktuations-Dissipations-Theorem, dass die Reibung eines in einem Lösungsmittel suspendierten Teilchens in quantitativem Zusammenhang mit den von den Flüssigkeitsmolekülen hervorgerufenen Teilchen-Fluktuationen steht.
Das genannte Theorem ist aber u. a. in folgender Hinsicht eine wesentliche Verschärfung: Es betrifft nicht nur thermische, sondern auch Quanten-Fluktuationen, und zwar in ganz präziser, aber sehr komplexer Weise. Es sei nur vermerkt, dass nach dem Theorem, das aus zwei quantenmechanisch messbaren Größen {\displaystyle A} und {\displaystyle B} in bestimmter Art gebildete Fluktuationsspektrum {\displaystyle \phi _{A,B}} und das zugehörige Dissipationsspektrum {\displaystyle \chi ''_{A,B}} als Funktion von Kreisfrequenz {\displaystyle \omega } und Temperatur {\displaystyle T} (in Kelvin) folgendermaßen zusammenhängen
{\displaystyle \phi _{A,B}(\omega )={\hbar }\cdot \coth \left({\frac {\hbar \omega }{2k_{\mathrm {B} }T}}\right)\cdot \chi ''_{A,B}(\omega )\,,}
d. h. die beiden Größen {\displaystyle \phi } und {\displaystyle \chi ''} sind in präziser Weise zueinander proportional.
Dabei wird Ergodizität vorausgesetzt (d. h. das Theorem gilt z. B. nicht für Glas-Systeme). Die Funktion {\displaystyle \coth(x)} ist der hyperbolische Cotangens, {\displaystyle k_{\mathrm {B} }} die Boltzmann-Konstante und {\displaystyle \hbar } ist die Plancksche Konstante, geteilt durch {\displaystyle 2\pi }. Für hohe Temperaturen, niedrige Frequenzen bzw. allgemein unter klassischen Bedingungen ({\displaystyle \hbar \to 0}) vereinfacht sich der Vorfaktor vor {\displaystyle \chi ''} zu {\displaystyle {\frac {2k_{\mathrm {B} }T}{\omega }}\,.}
Nachdem Vorläufer schon länger bekannt waren, bewiesen Herbert B. Callen und Theodore Welton 1951 ein allgemeines Fluktuations-Dissipations-Theorem. Einen Überblick über die Komplexität der mathematischen Voraussetzungen bietet der Artikel von Ryogo Kubo.

## Anwendungen

### Einstein-Relation
Ein früher Vorläufer des Fluktuations-Dissipations-Theorems ist die Einstein-Smoluchowski-Beziehung zwischen der Diffusionskonstante einer Flüssigkeit und der Beweglichkeit suspendierter Teilchen. Einstein merkte 1905 in seiner Veröffentlichung zur Brownschen Molekularbewegung an, dass dieselben zufälligen Kräfte, die die ziellose Bewegung eines Teilchens bewirken, den Reibungswiderstand hervorrufen, wenn das Teilchen durch die Flüssigkeit gezogen wird. Anders gesagt: Die Fluktuationen des eigentlich in Ruhe befindlichen Teilchens haben denselben Ursprung wie die dissipative Reibungskraft, gegen die man arbeiten muss, wenn man das Teilchen in eine bestimmte Richtung zieht (Ein ähnliches Resultat erreichte Marian Smoluchowski 1906).
Aufgrund dieser Beobachtung war es ihnen möglich, mithilfe der Statistischen Mechanik eine unerwartete Beziehung herzuleiten:
{\displaystyle D=\mu \,k_{\mathrm {B} }T}
Diese Einstein-Smoluchowski-Beziehung verknüpft die Diffusionskonstante {\displaystyle D} (entsprechend der fluktuierenden Kraft) mit der Mobilität {\displaystyle \mu } der Teilchen (entsprechend der Dissipation). Hierbei ist {\displaystyle \mu =v_{\mathrm {d} }/F} die Beweglichkeit, d. h. das Verhältnis der Driftgeschwindigkeit {\displaystyle v_{\mathrm {d} }} des Teilchens unter der Wirkung einer äußeren Kraft {\displaystyle F}. Weiter ist {\displaystyle k_{\mathrm {B} }} die Boltzmann-Konstante und {\displaystyle T} die absolute Temperatur.

### Langevin-Gleichung
Für die fluktuierende Kraft {\displaystyle n(t)} in einer Langevin-Gleichung gilt das als „weißes Rauschen“ bezeichnete Gesetz:
{\displaystyle \langle n(t)n(t')\rangle ={\frac {2k_{\mathrm {B} }T}{\mu }}\delta (t-t')}.

### Thermisches Rauschen in einem elektrischen Widerstand
Fließt bei einem Widerstand kein Strom, so gilt
{\displaystyle \langle V^{2}\rangle =4Rk_{\mathrm {B} }T\Delta \nu }
Hierbei ist {\displaystyle V} die Spannung, {\displaystyle R} der Widerstand und {\displaystyle \Delta \nu } die Bandbreite, über die die Spannung gemessen wird. Dieses Johnson-Nyquist-Rauschen wurde 1928 von John B. Johnson entdeckt und von Harry Nyquist erklärt.